# Ceropegia multiflora
Ceropegia multiflora är en oleanderväxtart. Ceropegia multiflora ingår i släktet Ceropegia och familjen oleanderväxter.

## Underarter
Arten delas in i följande underarter:
- C. m. multiflora
- C. m. tentaculata